# Sixto Ibañez
Sixto Ibañez (* 2. April 1909 in Rosario, Provinz Santa Fe; † nach 1937) war ein argentinischer Geher.
Im 50-km-Gehen erreichte er bei den Olympischen Spielen 1948 in London nicht das Ziel und siegte bei den Panamerikanischen Spielen 1951 in Buenos Aires.
Seine persönliche Bestzeit in dieser Disziplin von 4:42:08 h stellte er 1937 auf.